# Mühlanger
Mühlanger is een ortsteil van de Duitse gemeente Zahna-Elster in de deelstaat Saksen-Anhalt. Tot 1 januari 2014 was Mühlanger een zelfstandige gemeente.

## Geografie
Mühlanger ligt in het oosten van Saksen-Anhalt aan de Elbe, ongeveer 4 kilometer ten oosten van Wittenberg. Tot de gemeente behoren de ortsteile Prühlitz, Hohndorf en Gallin.

## Geschiedenis
De eerste officiële verwijzing naar het ortsteil Hohendorf stamt uit het jaar 1304. De gemeente Mühlanger ontstond in 1939 door de fusie van Prühlitz en Hohndorf. In 1974 werd de toenmalige gemeente Gallin hieraan toegevoegd.
Op 1 januari 2011 werd Mühlanger samen met de gemeenten van de opgeheven Verwaltungsgemeinschaft Elbaue-Fläming onderdeel van de nieuw gevormde stad Zahna-Elster. Vanwege een vormfout bij de terinzagelegging van het besluit werd de fusie van Mühlanger door de rechtbank op 29 mei 2013 ongedaan gemaakt. Op 1 januari 2014 werd Mühlanger alsnog onderdeel van Zahna-Elster.